# Vodonoša
Vodonoša (eng. (The Waterboy)  je komedija u kojoj je glavnoj ulozi Adam Sandler. Film je izašao 1998 godine u SAD-u. U sporednim se ulogama pojavljuju Henry Winkler, Kathy Bates, Jerry Reed,i Fairuza Balk. Film je bio izrazito profitabilan i gledan diljem svijeta zaradivši samo u SAD-u 160 milijuna dolara.
Adam Sandler glumi mladića po imenu Bobby Boucher (izgovara se Bobi Bušej), koji zaostaje za svojom generacijom živjeći s majkom staromodnom domaćicom, bez oca i radivši vrlo diskriminirajući posao vodonoše za lokalni nogometni klub (američki nogomet). Bori se sa svojim zaostatkom i pokušava biti što popularniji.

## Radnja
Bobby Boucher je socijalno zaostao mladić koji živi sa svojom majkom u Louisianai u SAD-u. Majka mu je staromodna domaćica koja voli sina, ali ga konstantno omalovažava i vrijeđa te mu govori da je "niškoristi". Bobby radi kao vodonoša na sveučilištu Louisianai za sveučilišni nogometni tim. Bobby voli svoj posao i s ljubavlju ga radi. Uvijek brine da svaki igrač dobije potrebnu i čistu izvorsku vodu. Ali kako to uvijek biva, takvi ljudi su uvijek na meti velikih i gorostasnih nogometaša koji uvijek ismijavaju tipove poput Bobbyja.
Bobby uvijek prihvati uvredu, ali ako netko kaže išta protiv vode ili tobože nešto napravi s vodom ,Bobby uvijek poludi. Kada ga je jednom prilikom Gee Grenouille zezao, Bobby se razljutio te otišao. Tada je trener Red Beaulieu istjerao Bobbyja iz kluba i rekao mu da se više nikada ne vraća. Tada Bobby, onako bez posla vraća se kući i sretne mladu i zanosnu Vicki Vallencourt koja mu se odmah počinje nabacivati iako se poznaju još od djetinstva. Bobby ju tada odvodi doma svojoj majci na večeru. Helen, kako je bilo ime njegovoj majci Vicki se nikada nije sviđala te ju je Helen samo odmjerila pogledom i pitala Bobbyja što radi s tom đavoljom djevojkom.
Helen "Mama" Boucher je staromodna domaćica koja živi na selu te sprema "seoske" specijalitete. Tako je tu večer spremila pržene aligatore. Zabranila je da se Bobby viđa s Vicki. Bobby, pošto je bio bez posla išao je u potragu za drugim. Došao je do stadiona Mud Dogsa (Blatnih Psa) i ušao u prostoriju u kojoj je trener Klein gledao snimke starih utakmica Mud Dogsa. Bobby mu je rekao da želi biti vodonoša te je ovaj pristao. Bobby nije bio sretan higijenom u novom klubu i nastojao je uvijek donosti novu vodu iz starih, probušenih kanti. Tako mu je jednom prilikom, na prvom treningu Mud Dogsa jedan igrač pljunuo u kantu s vodom na što je Bobby pobjesnio i utrčao u teren te ga srušio. Treneru Kleinu se svidjeo taj potez Bobbyja te mu ponudio mjesto igrača. No postojao je jedan problem, a to je bila Bobbyjeva majka koja sinu nije dala da igra nogomet.
Trener Klein bio je davnih dana prvak s Mud Dogsima a pomoćnik mu je bio Red Beaulieu. Klein je uvijek imao crvenu bilježnicu u kojoj je imao zapisane sve nevjerojatno uspješne taktike. Tada mu je Red ukrao tu bilježnicu i postao trener Sveučilišne momčadi i trenutnih prvaka. Tada je trener Klein poludio i otada je zbunjen i nema volje za treniranjem. Sve do sad nije imao nikakvog igrača i sad je otkrio Bobbyja. U Mud Dogsima je trenirao i mladi afroamerikanac Dereck Wallace koji je jedini prihvati Bobbyja na početku takvog kakav je. Tadaje Bobby počeo trenirati s ostatkom Mud Dogsa. Prvi treninzi su bili teški za njega. Nije se odvajao od vode,a na sam pomisao "Gatoradea" Bobby je odmah poludio.
Bobby se potajno skrivao i nalazio s Vicki koja se posvađala s Helen. Čak je je jedne noći uveo u kuću i s njom izgubio nevinost. Mud Dogsi su bili sve bolji, kako se sezona bližila kraju postojala je sve veća šansa da uđu u doigravanja na krilima s nevjerojatnim Bobbyjem Boucherom. Kada je rezultat bio nepovoljan za Mud Dogse uvijek bi Bobbyjevi suigrači podsjetili Bobbyja na Gee Grenouillea ili Gatorade. Helen nije bila sretna što Bobby igra pa je odglumila komu i završila u bolnici. Mud Dogsi su ušli u finale doigravanja i samo im je preostala jedna utakmica i to sa Sveučilištem Louisane u kojem je bio trener Red, Gee Grenouille i bivši posao vodonoše za Bobbyja. Bila je to napeta utakmica, samo su sekunde dijelile Sveučilište Loisiane od pobjede tada se Bobby zatrčao prema  Gee Grenouilleu te ga oborio na pod, Dereck je uzeo loptu, i zabio "touchdown". Ali Bobby nije bio sretan, brzo je otrčao do bolnice da pogleda majku. Bobby je pričao majci kako mu nedostaje otac i kako bi ga želio vidjeti. Tada se Helen sažalila nad Bobbyjem i rekla mu istinu. Lagala mu je da mu je otac poginuo igrajući nogomet, već je pobjegao kada se Bobby rodio. S njima u sobi bila je Vicki koja se pomirila s Helen. Na kraju filma svi navijači i poznanici Bobbyja dođu pred bolnicu i klikću mu. Bobby je sretan jer ima djevojku, majku i slavu.

## Glumačka postava
| Glumac            | Uloga                |
| Adam Sandler      | Bobby Boucher        |
| Kathy Bates       | Helen "Mama" Boucher |
| Fairuza Balk      | Vicki Vallencourt    |
| Henry Winkler     | Trener Klein         |
| Jerry Reed        | Trener Red Beaulieu  |
| Larry Gilliard Jr | Derek Wallace        |
| Rob Schneider     | Townie               |
| Blake Clark       | Farmer Fran          |
| Peter Dante       | Gee Grenouille       |
| Al Whiting        | Casey Bugge          |
| Jonathan Loughran | Lyle Robideaux       |

## Vanjske poveznice
- Vodonoša u internetskoj bazi filmova IMDb-u (engl.)
- Vodonoša na Rotten Tomatoes